# 八王子坂站
八王子坂站（日语：／ Hachiōjizaka eki */?）是位於岐阜縣揖斐郡大野町，名古屋鐵道谷汲線的鐵道車站（廢站）。

## 歷史
在計劃建設鐵路線當初，還未有預定開設此站。在1925年12月15日「鐵道工事設計變更認可申請書」中追加了建設此站。在1926年谷汲鐵道開業時，此站也同時啟用。
站名取自八王子神社，而此站預期會有前往八王子神社、來振寺、來振神社的參拜客使用此站，但是實際上較少參拜客使用此站。因此此站在谷汲鐵道與名古屋鐵道合併時期暫停營業，並於1969年正式廢除。
- 1926年（大正15年）4月6日 - 谷汲鐵道黑野站至谷汲站之間開通，此站啟用[4][5]。
- 1944年（昭和19年）
  - 3月1日 - 谷汲鐵道被名古屋鐵道收購合併，成為名古屋鐵道谷汲線的車站[5]。
  - 日時不詳 - 車站暫停營業[5]。
- 1969年（昭和44年）4月5日 - 車站正式廢除[5]。

## 車站構造
截至車站廢除前，此站是地面車站，設有1面1線的單式月台。

## 相鄰車站
名古屋鐵道
谷汲線
更地－八王子坂－北野畑

## 注腳
1. ↑  大島一朗. . 岐阜新聞社. 2005: 23. ISBN 978-4877970963 （日语）.
2. ↑  大島一朗. . 岐阜新聞社. 2005: 27. ISBN 978-4877970963 （日语）.
3. ↑  大島一朗. . 岐阜新聞社. 2005: 191–192. ISBN 978-4877970963 （日语）.
4. ↑  「地方鉄道運輸開始」《官報》1926年4月13日（國立國會圖書館數碼化資料）
5. 1 2 3 4  . 鄉土出版社（日语：郷土出版社）. 1997: 220–230. ISBN 4-87670-097-4 （日语）.
6. ↑  大島一朗. . 岐阜新聞社. 2005: 186. ISBN 978-4877970963 （日语）.